# Oskar Üpraus
Oskar Üpraus (* 12. August 1898 in Keila, Gouvernement Estland; † 5. August 1968 in Tallinn, Estnische SSR) war ein estnischer Fußballspieler. Mit der Estnischen Nationalmannschaft nahm der Stürmer an den Olympischen Sommerspielen im Jahr 1924 teil.

## Karriere
Oskar Üpraus wurde 1898 in der Kleinstadt Keila im Norden Estlands geboren. Ab 1920 spielte er im 25 Kilometer entfernten Tallinn Fußball. Üpraus spielte in seiner Vereinskarriere beim SK Tallinna Sport, mit dem er fünf Mal in den 1920er Jahren Estnischer Meister wurde, und bis zum Karriereende 1927 aktiv war. Im Jahr 1932 spielte er nochmals für den SK Tallinna Sport und wurde nochmals Meister.
Im Oktober 1920 debütierte Üpraus für die Estnische Nationalmannschaft gegen Finnland in Helsinki. Es war zugleich das Ur-Länderspiel der Esten.
Im Alter von 25 Jahren nahm er 1924 an den Fußballwettbewerben der Olympischen Sommerspiele in Paris teil. Nach einer Niederlage gegen die USA schied er mit seiner Mannschaft aus.
Üpraus beendete seine Karriere mit dem letzten von insgesamt 26 Länderspielen im Jahr 1927 gegen Lettland.

## Erfolge
- Estnischer Meister: 1921, 1922, 1924, 1925, 1927, 1932